# Мугал-Озен
Муга́л-Озє́н (крим. Muğal Özen; також Старокри́мська, Мугал-Узень, Казарат) — маловодна річка (балка) у Феодосійському районі АР Крим, ліва складова річки Чурюк-Су. Довжина становить 8,5 км, площа водозбірного басейну — 20,8 км².

## Географія
За даними книги «Реки и озера Крыма», витік річки розташований на південних схилах гори Агармиш у урочищі Казарат. У сучасних джерелах початком річки вважається джерело на північному схилі гори Мачук Головної гряди Кримських гір. Далі балка пролягає переважно у північно-східному напрямку.
Річка починається біля монастирського комплексу Сурб-Хач.
Старокримська має 5 безіменних приток. У довіднику «Поверхностные водные объекты Крыма» та праці Оліферова й Тимченко річка вказана як ліва складова річки Чурюк-Су. Згідно з даними, обидві річки зливаються на висоті 220 м над рівнем моря і впадають у Старокримське водосховище.
На сучасних топографічних картах балка впадає у Чурюк-Су праворуч, приблизно за 4 км вище водосховища, поблизу південно-західної околиці Старого Криму.